# Tian Qing (Wirtschaftswissenschaftlerin)
Tian Qing (chinesisch 田青, Pinyin Tian Qing; * 1963 in Hangzhou, Volksrepublik China) ist eine chinesische Wirtschaftswissenschaftlerin und ordentliche  Professorin an der wirtschaftlichen Fakultät der Macau University of Science and Technology in Macau.

## Leben
Sie studierte Englische Philologie der der Zhejiang-Universität in China (1981–1985) und war anschließend von 1985 bis 1989 bei der Bank of China in der Provinz Zhejiang beschäftigt Von 1989 bis 1997 studierte sie im M.A.-Programm der Wirtschafts- und Sozialwissenschaftlichen Fakultät der Universität Kiel, wo sie 2004 auch promovierte. Von 1998 bis 2003 war sie Dozentin (associate professor) in der wirtschaftswissenschaftlichen Fakultät an der Zhejiang-Universität in Hangzhou. Von 2004 bis 2009 war sie Assistenzprofessorin (assistant professor) an der Macau University of Science and Technology in Macau. Seit 2009 ist sie dort Professorin (associate professor).
Ihr Forschungsgebiet ist Wirtschaftsethik und Organizational Behavior.

## Schriften (Auswahl)
- Tian, Q., & Robertson, J.(2017). How and When Does Perceived CSR Affect Employees’ Engagement in Voluntary Pro-Environmental Behavior? Journal of Business Ethics. DOI:10.1007/s10551-017-3497-3.  (SSCI).
- Tian, Q., & Sanchez, J. (2017) Does paternalistic leadership promote innovation? The interaction between authoritarianism and benevolence. Journal of Applied Social Psychology. Volume 47, Issue 5, P. 235–246. (SSCI).
- Tian, Q., & Peterson, Dane (2016).The Effects of Ethical Pressure and Power Distance Orientation on Unethical Pro-Organizational Behavior: The Case of Earnings Management. Business Ethics: A European Review. Vol. 25, No. 2. April. P. 159–171. (SSCI).
- Zou, WC., Tian, Q., & Liu, J. (2015). Servant Leadership, Social Exchange Relationships, and Hotel Employee's Helping Behavior: Positive Reciprocity Beliefs Matters. International Journal of Hospitality Management. Vol. 51. pp. 147-156. (SSCI).
- Tian, Q., Liu, Y., & Fan, JH. (2015). The effects of external stakeholder pressure and ethical leadership on corporate social responsibility in China. Journal of Management & Organization, 21(04), 388-410. (SSCI).
- Zou, WC., Tian, Q., & Liu, J. (2015).The Role of Work Group Context and Newcomer Socialization: An Interactionist Perspective, Journal of Management & Organization, Vol. 21, issue 02: 159-175. (SSCI).
- Tian, Q., Zhang, LC., & Zou, WC. (2014). Job insecurity and counterproductive behavior of casino dealers - the mediating role of affective commitment and moderating role of supervisor support, International Journal of Hospitality Management. Vol. 40, July, pp. 29-36. (SSCI).
- Tian, Q. (2008). Perception of Business Bribery in China: Impact of Moral Philosophy, Journal of Business Ethics, Vol. 80/3 (SSCI).
- Parnell, J.A., Tian, Q., Chen, A.N.-Ch.,&Yu,T. (2008). Comparative work values among future managers in China and the United States, in: International Journal of Chinese Culture and Management (England), Vol. 2.
- Zou, WC., Tian, Q., & J. Liu, (2012), Give a Plum in Return for a Peach: A Review of Reciprocity Theory in Organizational Behavior, Advances in Psychological Science, 9/10. (CSSCI)
- Tian, Q. (2006). Moral Philosophies and Perceptions of Bribery---a Comparison of Chinese and German Business Practitioners, International Journal ACTA SYSTEMICA, Volume VI, No. 2. pp. 35-40; (Ontario, Canada).